# Bytownit
Bytownit – minerał z gromady krzemianów zaliczany do grupy plagioklazów. Należy do grupy minerałów pospolitych. Nazwa pochodzi od miasta Bytown (dawna nazwa Ottawy) w Kanadzie, gdzie  w 1835 roku, po raz pierwszy go opisano.

## Charakterystyka

### Właściwości
Jest mieszaniną (tworzy kryształy mieszane) dwóch innych minerałów:
- 10-30% albitu - NaAlSi3O8 - (glinokrzemian sodu)
- 70-90% anortytu - CaAl2Si2O8 - (glinokrzemianem wapnia)

Najczęściej tworzy kryształy o pokroju tabliczkowym, krótkosłupkowym. Występuje w skupieniach ziarnistych i zbitych. Często tworzy zbliźniaczenia – zazwyczaj kryształy wrosłe. Jest kruchy, przezroczysty. 

### Występowanie
Występuje w zasadowych skałach magmowych - gabrach, bazaltach, diabazach i skałach metamorficznych. Stanowi składnik meteorytów. 
Miejsca występowania:
- Na świecie: Niemcy, Francja – Korsyka, Czechy, Szwecja, Wielka Brytania, Kanada, USA, Japonia, RPA.

- W Polsce: spotykany na Dolnym Śląsku (w gabrach i bazaltach) oraz w okolicach Suwałk.

### Zastosowanie
- ma znaczenie naukowe,
- ma znaczenie kolekcjonerskie,
- bywa stosowany w jubilerstwie (najczęściej w formie kaboszonów).